# Ayuda ligada

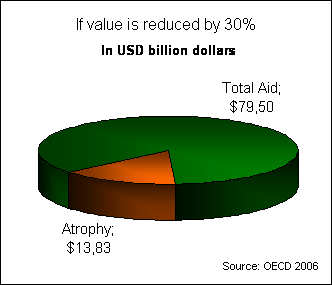
La OCDE estimó que ligar la ayuda reduce su valor entre un 20 un 30 %. El gráfico representa una reducción del 30 %.

La ayuda ligada es ayuda exterior que debe ser gastada en productos o servicios (bienes) suministrados por empresas que sean del país que proporciona la ayuda (el país donante) o que pertenezcan a un determinado grupo de países. Si un país desarrollado proporciona un préstamo bilateral o una donación a un país en desarrollo, y esta ayuda es ligada, el país en desarrollo deberá gastar el dinero en bienes suministrados por empresas del país desarrollado. En cambio la ayuda desligada no tiene limitaciones geográficas.
En 2006 la Organización para la Cooperación y el Desarrollo Económicos (OCDE) estimó que el 58,3 % de la ayuda oficial al desarrollo (AOD) es ligada o no especificada, mientras que solo el 41,7 % es desligada.

## Definición
La definición completa de ayuda ligada según la OCDE es:
Créditos de ayuda ligada son préstamos oficiales u oficialmente apoyados, créditos o paquetes financieros asociados, en los que el aprovisionamiento de los productos o servicios concernidos está limitado al país donante o a un grupo de países que no incluye sustancialmente a todos los países en desarrollo (o países de la Europa central y oriental, CEEC por sus siglas en inglés/nuevos estados independientes, NIS por sus siglas en inglés, en transición).

## Motivaciones
El informe de la OCDE La ligazón de la ayuda halló que las motivaciones para ligar la ayuda eran tanto económicas como políticas. Desde el punto de vista económico, el país donante busca aumentar sus exportaciones. Sin embargo este informe halló que las exportaciones relacionadas con ayuda ligada eran mínimas. Hacía referencia a un estudio anterior que examinaba la relación entre las exportaciones de 9 donantes europeos representativos y 32 países receptores representativos. Dicho estudio encontró que las exportaciones conectadas con ayuda ligada constituían aproximadamente el 4 % del total. La ligazón de la ayuda concluyó por esto que la razón más importante para esta práctica era política. Relaciones históricas, comerciales, intereses geopolíticos y lazos culturales son ejemplos de motivaciones políticas que pueden estar detrás de la ayuda ligada, pero según Jepma, todas se reducen a lo mismo:  
A pesar de que la mayoría de donantes dan ayuda a una amplia variedad de receptores, la importancia que otorgan a los receptores individuales difiere claramente: los donantes apoyan a los países con los que tienen, o esperan tener, lazos fuertes. 

## Costes de la ayuda ligada para sus receptores

Este otro gráfico representa una reducción del 20 %.

Es difícil hacer una estimación correcta de los costes que para el receptor supone la ayuda ligada, por varias razones. Una de ellas es que, aunque un donante ligue su ayuda, puede tener de todas formas los precios más competitivos. Otro factor es la capacidad del donante para aplicar la ligazón de su ayuda en el país receptor. Aun así, la OCDE ha hecho algunos comentarios generales sobre los costes:
Que los países donantes de la OCDE liguen su ayuda tiene consecuencias importantes para los países en desarrollo. Ligar la ayuda a servicios y mercancías concretos, o al aprovisionamiento en un país o región concretos, puede aumentar los costes de los proyectos de un 20 a un 30 %.
Si los donantes afirman que el 42 % de la ayuda bilateral es desligada, se puede suponer que el restante 58 % es ligado. En 2004, la ayuda bilateral total ascendió a 79,5 millardos de dólares estadounidenses ($). En el peor escenario contemplado por la OCDE, la ligazón de la ayuda puede reducir su valor hasta el 30 %. Si eso fuera cierto en todos los casos, supondría una merma de 13,9 millardos de $ en el valor de la ayuda para los receptores. Si la reducción fuera de solo el 20 %, supondría 9,2 millardos.

## Los problemas de desligar la ayuda
Ligar la ayuda es una forma de proteccionismo; sin embargo, los estudios sobre este tema específico son bastante escasos. Uno de los grandes problemas de desligar la ayuda es el dilema del prisionero: los donantes que quieran abolir la práctica verán dañados sus intereses si el resto de los donantes no hace lo mismo.
En 2001 los donantes miembros del Comité de Ayuda al Desarrollo (DAC), una subcomisión de la OCDE, acordaron desligar virtualmente toda la ayuda a los países menos desarrollados (una parte de los países en desarrollo, los más pobres). La recomendación entró en vigor el 1 de enero de 2002. Además, Australia, Finlandia, Francia, Alemania, Irlanda, Japón, Holanda, Noruega, Portugal, Suecia, Suiza y el Reino Unido han desligado su ayuda más allá de los requisitos de dicha recomendación.
Se está avanzando más en el desligado de la ayuda como parte de la Declaración de París sobre la eficacia de la ayuda. Sin embargo, de los 12 indicadores incluidos en esta declaración, el desligado de la ayuda bilateral es el único sin una fecha límite para su logro.

### Argumentos en contra y a favor de la ayuda ligada
La ayuda ligada aumenta el coste del desarrollo y tiende a que los donantes se centren más en su propio avance comercial que en las necesidades de los países en desarrollo. Cuando se requiere que el receptor gaste la ayuda en bienes del donante, los costes pueden aumentar hasta el 30 %. La ayuda ligada puede crear distorsiones en el mercado y dificultar que el receptor gaste lo recibido. Hay cada vez mayor preocupación sobre el uso de la ayuda ligada y esfuerzos para analizar también la calidad de la ayuda, en vez de solo la cantidad. El Índice de compromiso con el desarrollo, que mide la "buena disposición hacia el desarrollo" de países ricos, de hecho penaliza a los que dan ayuda ligada.
Otros han argumentado que ligar la ayuda a productos del país donante es de sentido común; supone un uso estratégico de la ayuda para promover las exportaciones o las empresas del donante. Más aún, dicen: una ayuda ligada bien diseñada y eficazmente gestionada, no compromete necesariamente la calidad ni la eficacia de la ayuda (Aryeetey, 1995; Sowa 1997). Sin embargo este argumento se sostendría para la ayuda programática (para proyectos o políticas concretos, en la que hay poco o ningún interés comercial). La ayuda ligada mejora las exportaciones de los donantes. Crea empleo y negocio para compañías locales. También ayuda a que algunas empresas sin experiencia internacional la adquieran.
En todo caso debe resaltarse que el interés comercial y la eficacia de la ayuda son cosas diferentes, y que sería difícil perseguir el interés comercial sin comprometer la eficacia de la ayuda. De esta forma la idea de maximizar el desarrollo debería separarse del interés comercial. 

## Ejemplos
En el Reino Unido la Administración de Desarrollo de Ultramar estaba bajo la supervisión del Secretario de Estado para Relaciones Exteriores y de la Mancomunidad y el Ministerio de Relaciones Exteriores y de la Mancomunidad de Naciones, lo que llevó, al menos en una ocasión, a alegaciones de una conexión entre la concesión de ayuda y la consecución de objetivos de política exterior o que las compañías británicas obtuvieran pedidos internacionales. Estalló un escándalo porque el Reino Unido financió una central hidroeléctrica en el río Pergau, Malasia, cerca la frontera tailandesa. Las obras empezaron en 1991 con dinero del presupuesto del Reino Unido para ayuda exterior. Al mismo tiempo, el Gobierno malayo compró armas al Reino Unido por aproximadamente 1 millardo de libras esterlinas (£). La conexión sugerida entre la ayuda para la central y la compra de armas fue objeto de una investigación del Gobierno del Reino Unido en marzo de 1994. En noviembre de 1994, después de que el Movimiento para el Desarrollo Mundial solicitara la revisión judicial del caso, el Tribunal Superior de Justicia de Inglaterra y Gales (High Court; no confundir con el Tribunal Supremo del Reino Unido) dictaminó que el entonces ministro de asuntos exteriores, Douglas Hurd, había actuado ultra vires (fuera de sus competencias, y por tanto ilegalmente) al destinar 234 millones de £ a la financiación de la central, basando este dictamen en que tal financiación no supuso beneficio económico ni humanitario para el pueblo malayo. En 1997 se quitó al Ministerio de Asuntos Exteriores la administración del presupuesto de ayuda exterior del Reino Unido al crearse el independiente Ministerio de Desarrollo Internacional (DFID por sus siglas en inglés), que reemplazó a la Administración de Desarrollo de Ultramar.
La ayuda ligada es ahora ilegal en el Reino Unido en virtud de la Ley de desarrollo internacional, que entró en vigor el 17 de junio de 2002, reemplazando a la Ley de desarrollo y cooperación exterior (1980)yA.